# Андрей Бережинский
Биография Андрей Бережинский
Родился 4 июля 1963 году в городе Красноярске
Первые шаги в баскетболе начал делать в тюменской команде ГОРОНО.
Бережинский выступал за дубль  ЦСКА , николаевский НКИ, польские клуби. 
В составе студенческой сборной СССР завоевал бронзовую медаль на Универсиаде 1991 года[1].
Карьера
Летом 1984 года Бережинский перешел в НКИ Николаев из дубля ЦСКА .  На протяжении 10 сезонов был лидером Николаевской команды. В сезоне 1989-1990  вместе с командой стал Чемпионом Первой лиги СССР по Баскетболу.
После 1992 г. Становился серебряным призером Чемпионата Украины
Достижения
- Бронзовый призер Универсиады: 1991.
- Серебряный призёр чемпионата Украины: 1992.
- Бронзовый призёр чемпионата Украины: 1993.